# Rafał Górecki
Rafał Górecki (ur. 8 sierpnia 1982) – polski snookerzysta, zwycięzca wielu turniejów krajowych. Członek kadry narodowej. Mistrz Polski 2011, srebrny medalista Drużynowych Mistrzostw Europy 2011. Wielokrotny reprezentant kraju w turniejach mistrzostw Europy oraz świata. Najwyższy break treningowy to 139 punktów, a turniejowy 127.

## Osiągnięcia

### Krajowe
- Mistrz Polski 2011, Zielona Góra
- Brązowy medal Mistrzostw Polski 2010, Warszawa
- Brązowy medal Drużynowych Mistrzostw Polski 2009, Lublin
- Srebrny medal Drużynowych Mistrzostw Polski 2008, Kalisz
- Drużynowy Mistrz Polski 2006, Kalisz
- Wicemistrz Polski 2006, Warszawa
- 1/2 finału Mistrzostw Polski – 2004, 2001, 2000, 1999
- Wicemistrz Polski U21 – 2003,2001
- Mistrz Polski U21 – 2002
- Wicemistrz Polski, Warszawa – 1998
- Mistrz Polski U17 - 1997
- Mistrz Polski U16   1996

### Zagraniczne
- 1997 ME U17 - Jersey F/gr
- ME Espoo F/gr
- European Tour Ryga 1/8
- 98 ME U19 Rabat  1/16
- 99 ME U19 Kalisz 1/16
- 2000 -MŚ Stirling F/gr
- ME U19 Budapeszt 9m
- DME Gibraltar 9m
- 2001 Home International Snooker Series  9m
- ME Bad Wildungen 1/16
- 2002  ME Kalisz 1/32
- MŚ Kair 1/16
- Continental Team Cup Reykiavik 5m
- Home International Snooker Series Prestatyn 7 miejsceWorld Series of Snooker - Rafał Górecki (po lewej) i Ken Doherty
- 2003  Home International Prestatyn 7m
- Continental Cup, Malta 9m
- 2004  DME Ryga 9m
- MŚ Eindhoven F/gr
- ME Volkemarkt F/gr
- 2005, Walia 1/4 finału Home International Open
- 2008  Polish Open Lublin 5m
- 1/16 finału Mistrzostw Europy
- Warszawa World Series of Snooker
- 2009  DME St. Petersburg 9m
- 2010  ME Bukareszt 1/16
- 2011  ME Sofia F/gr
- DME Malta 2m